# گدایی اینترنتی
گدایی اینترنتی یا گدایی سایبری یا گدایی برخط، نمونه اینترنتی گدایی می‌باشد. یعنی شخص گدا از طریق اینترنت تقاضای کمک (پول یا غذا یا مسکن) می‌کند. تفاوت گدایی اینترنتی با گدایی در خیابان این است که گدای اینترنتی می‌تواند ناشناس بماند.

## تاریخچه
در ابتدای پیدایش اینترنت، تقاضاهای کمک در صفحات بی‌بی‌اس قرار داده می‌شد.

## سایتهای گدایی در اینترنت
صدها سایت گدایی در اینترنت موجود است و گدایان اینترنتی می‌توانند سایت خودشان را داشته باشند.